# Mervyn Rose
Mervyn Rose (Coffs Harbour, 23 de janeiro de 1930 – Nova Gales do Sul, 23 de julho de 2017) foi um jogador australiano de tênis, que durante os anos 50 destacou-se, sendo duas vezes campeão de torneios de Grand Slam em simples e 12 vezes finalista em duplas, ganhando em 5 oportunidades. Por duas vezes, ganhou a Copa Davis (em 1951 e em 1957).
Após parar de jogar tênis, tornou-se treinador. Foram treinadas por Rose, entre outras, as tenistas Billie Jean King, Margaret Court, Arantxa Sánchez Vicario, Eleni Daniilidou e Nadia Petrova.
Seu nome foi incluso no International Tennis Hall of Fame em 2001.

## Grand Slam finais

### Simples (2 títulos, 1 vice)
| Resultado | Ano  | Campeonato      | Oponente     | Placar             |
| --------- | ---- | --------------- | ------------ | ------------------ |
| Vice      | 1953 | Australian Open | Ken Rosewall | 0–6, 3–6, 4–6      |
| Campeão   | 1954 | Australian Open | Rex Hartwig  | 6–2, 0–6, 6–4, 6–2 |
| Campeão   | 1958 | Roland Garros   | Luis Ayala   | 6–3, 6–4, 6–4      |

### Duplas (4 títulos, 7 vices)
| Resultado | Ano  | Campeonato      | Parceiro         | Oponentes                      | Placar                    |
| --------- | ---- | --------------- | ---------------- | ------------------------------ | ------------------------- |
| Vice      | 1951 | US Open         | Don Candy        | Ken McGregor Frank Sedgman     | 8–10, 4–6, 6–4, 5–7       |
| Vice      | 1952 | Australian Open | Don Candy        | Ken McGregor Frank Sedgman     | 4–6, 5–7, 3–6             |
| Campeão   | 1952 | US Open         | Vic Seixas       | Ken McGregor Frank Sedgman     | 3–6, 10–8, 10–8, 6–8, 8–6 |
| Vice      | 1953 | Australian Open | Don Candy        | Lew Hoad Ken Rosewall          | 11–9, 4–6, 8–10, 4–6      |
| Vice      | 1953 | Roland Garros   | Clive Wilderspin | Lew Hoad Ken Rosewall          | 2–6, 1–6, 1–6             |
| Vice      | 1953 | Wimbledon       | Rex Hartwig      | Lew Hoad Ken Rosewall          | 4–6, 5–7, 6–4, 5–7        |
| Campeão   | 1953 | US Open         | Rex Hartwig      | Gardnar Mulloy Bill Talbert    | 6–4, 4–6, 6–2, 6–4        |
| Campeão   | 1954 | Australian Open | Rex Hartwig      | Neale Fraser Clive Wilderspin  | 6–3, 6–4, 6–2             |
| Campeão   | 1954 | Wimbledon       | Rex Hartwig      | Vic Seixas Tony Trabert        | 6–4, 6–4, 3–6, 6–4        |
| Vice      | 1956 | Australian Open | Don Candy        | Lew Hoad Ken Rosewall          | 8–10, 11–13, 4–6          |
| Vice      | 1957 | Roland Garros   | Don Candy        | Malcolm Anderson Ashley Cooper | 3–6, 0–6, 3–6             |